# Thomas Becker
Thomas Becker (n. 6 iulie 1967, Hilden, Republica Federală Germania, Germania) este un caiacist ce a reprezentat Germania, medaliat olimpic. A participat la două ediții ale Jocurilor Olimpice (1992, 1996) în care a câștigat o medalie de bronz.